# 헤레티
헤레티(조지아어: ჰერეთი)는 조지아-알바니아 국경지대의 중세 캅카스에 있던 역사적인 속국이다. 그 왕국의 영토는 조지아의 카케티의 남동부 끝 지역과 아제르바이잔의 북서부 구역의 한 부분과 거의 일치한다.

## 역사
그 지역에는 헤르족(에르족 이라고도 함), 수즈족, 칠브족, 르빈족이 가장 먼저 거주했다. 그 부족들은 총체적으로 헤르족(헤레티인)이라고 불리며, 기원전 5세기에 이베리아 왕국의 통치 하에 들었다. 인구 대부분이 북부 아르메니아에서 이주해 왔고 후일에 헤레티인들의 선조가 된 것 같다. 또는 거꾸로 말하면 헤레티와 북 아르메니아(아마도 예라시키 계곡과 예레반을 포함) 에르시라는 지명의 지역은 근본적으로 에르 영토의 일부분이었을지도 모른다. 어쨌든, BCE 6세기에 시작된 북 아르메니아(또는 차라리, 아르메니아 공화국의 북부 지역 뿐만 아니라 현대의 터키와 아제르바이잔의 작은 지역들 까지도 포함)의 에르족은 대규모로 사라진듯 하며(완전히 사라졌거나 아니면 곧 동질화되어 소수만 남았거나), 에르족의 후손들이이라고 생각되는 사람들은 헤르족이며, 그들은 헤레티를 성립했다. 지명에 따르면, 에르족은 현대 바이나크인들(체첸인, 체첸계-조지아인과 인구시인), 현대 바츠비, 역사상의 말크족과 혹시 다른 사람들과 혈족인 나크인들이 된 듯하다.
그리하여, 그 지역은 점진적으로 5세기에 이베리아 왕국의 한 공국의 형태로 합병되었고, 마침내 그 지역 사람들은 조지아인들로 완전히 융합되었다. 조지아 자료들에서 헤레티의 이름이 처음으로 등장한 때가 그 때였다. 전통의 기록에 따르면, 속국의 이름은 알라자니강에 헤레티의 도시(후일에 코란타로 알려짐)를 설립한 타르가모스의 아들인 전설적인 족장 헤로에스에서 기원되었다고 한다. 아랍 점유자들에 대항한 투쟁에서 공헌에 대한 보상으로, 카르틀리의 통치자(에리스타바리) 아르칠은 740년대~750년대에 헤레티를 바그라티오니 귀족 가문에게 주었다. 마지막 에리스타바리들인 존과 주안셰르가 죽은 후에, 헤레티의 군주들은 그들의 봉토들을 확장했으며, 787년에 섀키를 수도로 독립 공국(삼타브로)을 이뤘다. 그 공국은 893년에 들어 하맘 왕자가 왕좌에 오름이 허락되어 의미심장한 세력과 명성을 얻었다. 헤레티 왕국의 증가하는 세력에 놀란, 이웃 카케티 공국의 통치자 그비리케 1세(891~918년)는 그스스로 압하스의 콘스탄티네 3세와 동맹을 맺었고, 915년에 헤레티의 아다르나세 2세 파트리키오스 왕(897~943년)에 대항하여 군사 작전을 펼쳤다. 그 동맹국들이 나타나 나라를 분할했지만 아다르나세 짧은 기간 동안이었고, 곧 아다르나세 파트리키오스가 잃어버린 지역들을 재정복했다. 그의 아들이며 후계자인 이슈카니크(943~951년)는 그의 모친 디나르, 대 마기스테르 구르겐 4세의 누이, 클라르제티의 왕자(918~941년)와 같이 모두 다함께 나라를 통치했다. 그들의 통치 하에서, 헤레티는 강력한 이웃 나라인 살라르 왕조(이란령 아제르바이잔)에 의해 통치되는 델리암의 공국의 우위를 인식하지 않을 수 없었다. 950년에, 이슈카니크는 살라리즈 왕국에서 쓰라린 권력 투쟁에서 유리한 입장을 차지했고, 효과적으로 그의 독립을 복원하여 공물의 진상을 중지하였다. 그의 통치 기간 동안에는, 헤레티인들이 그들의 단성설의 믿음을 버리고 조지아의 정통 크리스트교로 개종했다.

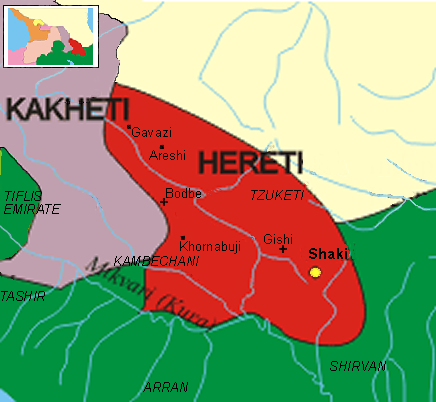
헤레티 왕국 (950년경)

그 다음 헤레티의 통치자 존(아오아네 세네케림, 951~959년)은 그의 왕국에 이전 알바니아 왕국의 지역과 동조지아의 산악 지방 차나레티를 더했다. 그가 죽은 후에, 지역 왕조의 실재는 끝난 듯 했고 왕국은 카케티의 시골 주교 크비리케 2세 밑으로 들어갔다. 그 무렵, 그 지역은 모든 조지아의 영토를 단일 군주국으로 가져오기를 염원하던 그의 계승자 다비트(976~1010년)와 조지아의 왕 바그라트 3세와의 경쟁 지역이었다. 그 다음 카케티의 통치자로 이미 왕의 칭호가 있던 크비리케 3세 대제(1010~1037년)는 1020년대에 마침내 헤레티를 그의 "카크와 란의 왕국"으로 흡수했다. 조지아의 왕 건설자 다비트가 1104년에 왕국을 그의 통제 하로 가져왔을 때, 헤레티는 조지아 왕국의 영역안에 속한 사에리스타보(예를 들면, 공작령)가 되었다. 1466년에 통일 조지아 군주국이 마지막으로 분열된 후에, 헤레티는 카케티 왕권 아래로 들어갔다. 그 후 공국의 자국의 이름은 역사상의 기록과 공공의 어법에서 점점 사라져갔다. 헤레티는 18세기 후반과 19세기 초까지 그 권리가 충분했던 카케티의 공작령 공국의 부분이었다. 그 후의 헤레티는 정치적인 불확실성으로 인해 강제로 아제르바이잔의 변두리로 밀려났다.

## 통치자들
- 사힐 이븐 숨바트 (815~840년)
- 아다르나세 1세 (840~865년)
- 하맘 (865~893년)
- 아다르나세 2세 파트리키오스 (897~943년)
- 이슈차니크 (943~951년)
- 잔 세네케림 (951~959년)

## 같이 보기
- 조지아의 역사
- 카케티
- 사잉길로
- 캅카스 이베리아
- 캅카스 알바니아
- 에르족

## 참고 문헌
- Papuashvili, T. Problems of Heretian history. Tbilisi, 1970. (조지아어)
- Papuashvili, T. Kingdom of the Rans and Kakhs. Tbilisi, 1982. (조지아어)